# (6362) Tunis
(6362) Tunis ist ein Asteroid des äußeren Hauptgürtels, der am 19. Mai 1979 von dem dänischen Astronomen Richard Martin West am La-Silla-Observatorium der Europäischen Südsternwarte in Chile (IAU-Code 809) entdeckt wurde. Eine unbestätigte Sichtung des Asteroiden hatte es vorher schon am 25. Januar 1971 mit der vorläufigen Bezeichnung 1971 BC1 am Krim-Observatorium in Nautschnyj gegeben.
Der mittlere Durchmesser von (6362) Tunis liegt bei 22,68 (± 0,19) km, die Oberfläche ist mit einer Albedo von 0,123 (± 0,018) dunkler als jede Planetenoberfläche im Sonnensystem im Durchschnitt.
Nach der SMASS-Klassifikation (Small Main-Belt Asteroid Spectroscopic Survey) wurde bei einer spektroskopischen Untersuchung von Gianluca Masi, Sergio Foglia und Richard P. Binzel bei (6362) Tunis ebenfalls von einer dunklen Oberfläche ausgegangen, es könnte sich also danach, grob gesehen, um einen C-Asteroiden handeln.
(6362) Tunis wurde auf Vorschlag von Richard Martin West am 9. Mai 2001 nach Tunis benannt, der Hauptstadt Tunesiens. Am 7. November 2001 erhielt Richard Martin West vom tunesischen Präsidenten Zine el-Abidine Ben Ali für die Benennung den Orden Grand Officier de l'Ordre de la République.